# Malicz (jezioro)
Malicz, Cytrynowo – jezioro przepływowe w woj. wielkopolskim, w powiecie gnieźnieńskim, w gminie Trzemeszno, leżące na terenie Pojezierza Gnieźnieńskiego w dorzeczu Noteci, połączone strugą z jeziorami Folusz i Popielewskim. Jezioro leży w kierunku północnowschodnim od Trzemeszna, w pobliżu linii kolejowej nr 353 Inowrocław-Gniezno-Poznań.

## Dane morfometryczne
Powierzchnia zwierciadła wody według różnych źródeł wynosi od 12,5 ha do 26,0 ha.
Zwierciadło wody położone jest na wysokości 98,9 m n.p.m. Średnia głębokość jeziora wynosi 2,3 m, natomiast głębokość maksymalna 8,7 m.

## Hydronimia
Według urzędowego spisu opracowanego przez Komisję Nazw Miejscowości i Obiektów Fizjograficznych (KNMiOF) nazwa tego jeziora to Malicz. Na niektórych mapach topograficznych wymieniana jest oboczna nazwa tego jeziora:Cytrynowo.